# Tropicomyia atomella
Tropicomyia atomella är en tvåvingeart som beskrevs av Malloch 1914. Tropicomyia atomella ingår i släktet Tropicomyia och familjen minerarflugor. Inga underarter finns listade i Catalogue of Life.